# Tutemés (escultor)

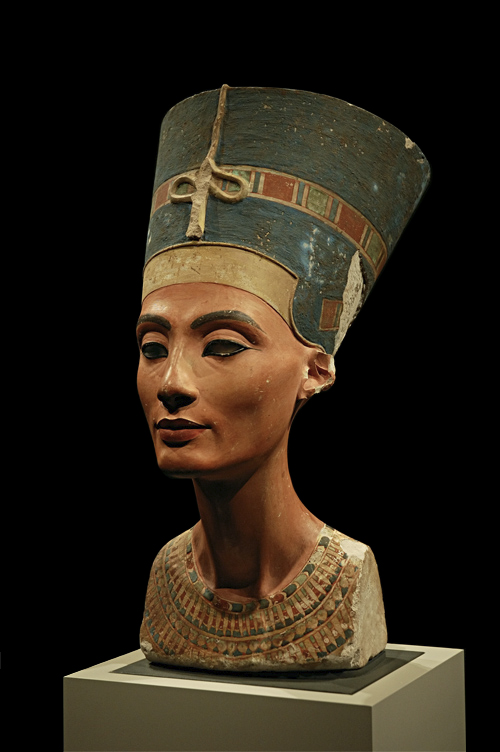
Busto de Nefertiti

Tutemés ou Tutemósis foi um dos escultores mais importantes do reinado de Aquenáton, faraó da XVIII dinastia egípcia. É completamente errôneo afirmar com exatidão sua autoria no busto da rainha Nefertiti - a qual se encontra, hoje, no Neues Museum de Berlim -; porém, fontes historiográficas dizem sê-lo o mais provável. 
A sua importância na corte de Aquenáton em Amarna é atestada pelos títulos que o descrevem, como "favorito do rei". A sua casa e "atelier", situados no bairro sul de Amarna, foram descobertos em 1912 pelo egiptólogo alemão Ludwig Borchardt. Num armazém desta casa encontraram-se vários bustos e estátuas inacabadas dos membros da família real, entre as quais o já referido busto de Nefertiti.